# RSウイルスワクチン
RSウイルスワクチン（RS ウイルス母子免疫ワクチン、英: Respiratory syncytial virus vaccine、RSV vaccine）は、商品名のアブリスボ（英: Abrysvo）やアレックスビー（英: Arexvy）で販売されているRSウイルスに対するワクチンである。このワクチンは24週から36週の胎児を守るために妊婦、または、60歳以上の高齢者に投与される。投与法は腕への筋肉内注射1回である。投与により重症化リスクを約50％から85%下げる。
一般的な副作用には、注射か所の痛み、疲労感、頭痛、筋肉痛などがあげられる。これらの副作用は数日で治まる。2023年時点での早産の危険性への影響は不明である。作用機序はRSウイルスから体を守るようにと免疫系に教えることによって効果がある。アレックスビーはRSウイルス融合前F3タンパク質の型の1つを含み、アブリスボはサブグループAとBの安定化されたRSウイルス融合前F3タンパク質が含まれている。

## 歴史
RSウイルスワクチンは2023年に米国、欧州、カナダで医薬品として承認された。カナダのブリティッシュコロンビア州での価格は230カナダドルであり、2023年時点では個人購入が可能である。このワクチンの研究は1950年代または1960年代から続けられており、2013年に発表された研究が現在のワクチンにつながっている。この研究の基礎となる科学はCOVID-19ワクチンの急速な開発をささえた。
2024年5月、日本国内でも、妊娠24週から26週の妊婦および60歳以上の者を対象としたアブリスボの筋注が施行可能となった。